# Sabin (chan)
Sabin (bułg. Савин lub Сабин) – chan bułgarski, panujący w latach 765–767.
T. Wasilewski i G. Ostrogoski) ustalają jego panowanie na lata 765–767. W. Złatarski i I. Wenedikow datują je na lata 764–766.
Sabin był zięciem chana Kormisosza. Po objęciu władzy wysłał do bizantyjskiego cesarza Konstantyna V posłów z prośbą o rozpoczęcie rozmów pokojowych. Ponieważ na dworze chana stronnictwo antybizantyjskie było bardzo silne, rokowania prowadzono w tajemnicy. Gdy jednak dowiedziała się o tym arystokracja protobułgarska, zwołała wielkie zebranie, na którym zapadła decyzja o kontynuowaniu walki z cesarstwem, co dla chana oznaczało w praktyce koniec panowania. 
Sabin został zmuszony do opuszczenia Pliski i ucieczki przez Mesembrię do Konstantynopola. Chan na dworze cesarskim został przyjęty serdecznie, zapewne ze względów politycznych. Specjalni wysłannicy sprowadzili wkrótce do bizantyjskiej stolicy całą jego rodzinę, aby zapobiec zemście za ucieczkę Sabina.
Konstantyn V wykorzystywał później chana do własnych celów politycznych: gdy w 768 ponownie rozpoczęto rozmowy pokojowe, Sabin uczestniczył w nich jako jedna ze stron i oficjalny pretendent do władzy nad krajem. 
Według niektórych badaczy Sabin nie był, jak wszyscy jego poprzednicy Protobułgarem, lecz miał pochodzenie słowiańskie. Jest to jednak tylko przypuszczenie, oparte na fakcie, iż imię tego chana nie zostało uwzględnione w Imienniku chanów bułgarskich.